# جيف ميلر (لاعب كريكت)
جيف ميلر (22 نوفمبر 1955 في أستراليا - )  (بالإنجليزية: Geoff Millar)‏ هو لاعب كريكت أسترالي. لعب مع فريق غرب أستراليا للكريكت ‏.

## وصلات خارجية
- جيف ميلر على موقع إي آس بي آن كريك إنفو (الإنجليزية)